# 乌鲨
烏鯊（学名：Etmopterus lucifer），又名亮烏鯊、燈籠棘鮫，是板鰓亞綱角鯊目燈籠棘鮫科的一個種。

## 分布
本魚分布於世界三大洋的西部海域，包括西南大西洋：從巴西南部至阿根廷；西印度洋：從坦尚尼亞至南非；西太平洋：從日本至紐西蘭海域。

## 深度
水深150-1200公尺。

## 特徵
本魚體細小而延長，魚體背側暗灰褐色，體側自第一背鰭下方至近尾基處有一淺色縱帶。背鰭2個，各具一硬棘。腹鰭上方具深色翼斑，並有向前延伸的黑色縱紋，尾細長。體長可達47公分。

## 生態
本魚棲息於大陸棚外，屬肉食性，以烏賊和小型硬骨魚類為主食，卵胎生。

## 經濟利用
無經濟價值。